# Assedio di Brimstone Hill
L'assedio di Brimstone Hill si svolse dal 19 gennaio al 12 febbraio 1782, nell'ambito dei più vasti eventi della guerra anglo-francese: la fortezza britannica di Brimstone Hill, situata sull'isola caraibica di Saint Kitts, fu posta sotto assedio da una grande forza francese sotto il comando dell'ammiraglio François Joseph Paul de Grasse e del generale François Claude de Bouillé; nonostante un tentativo della flotta britannica dell'ammiraglio Samuel Hood di portare aiuto agli assediati, tentativo sfociato in un insuccesso nonostante la vittoria riportata nella battaglia di Saint Kitts contro la flotta francese, l'assedio andò avanti fino alla resa della guarnigione.

## Antefatti
L'isola di Saint Kitts o Saint Christopher fu colonizzata congiuntamente da francesi e inglesi a cavallo tra il XVI e il XVII secolo nonostante l'opposizione della potenza dominante nella regione, la Spagna; il controllo dell'isola passò più volte di mano a seguito delle varie guerre tra le due nazioni, e solo dopo la conclusione della guerra di successione spagnola nel 1713 Saint Kitts passò interamente sotto il dominio del neo costituito Regno di Gran Bretagna. L'isola divenne un importante possedimento britannico nelle Indie occidentali grazie alle sue piantagioni di tabacco, cotone e canna da zucchero, e fu di conseguenza dotata di importanti opere fortificate per la sua protezione; la fortificazione più importante di Saint Kitts divenne quindi il forte di Brimstone Hill: posta in cima a una scoscesa collina di roccia vulcanica alta più di 240 metri, la fortezza dominava la sottostante cittadina di Sandy Point con il suo importante porto nel nord dell'isola. Costruita a partire dal 1690 con lavori che continuarono a intermittenza per i successivi 100 anni, la fortezza fu realizzata in pietra e seguendo i più moderni canoni di architettura militare dell'epoca, al punto da guadagnarsi l'appellativo di "Gibilterra delle Indie occidentali".
Dopo la sconfitta riportata dai britannici nella battaglia di Saratoga contro i ribelli delle Tredici colonie, il Regno di Francia decise di scendere attivamente in campo nella guerra d'indipendenza americana e dichiarò guerra alla Gran Bretagna nel 1778; un teatro bellico fu subito aperto nella regione delle Piccole Antille, dove le due potenze possedevano una serie di sparsi possedimenti: appoggiati dalle rispettive flotte, i francesi catturarono le colonie di Dominica (settembre 1778), Saint Vincent (giugno 1779) e Grenada (luglio 1779), mentre i britannici si impossessarono di Saint Lucia (dicembre 1778). Dopo un periodo di stasi delle operazioni, con vari scontri navali conclusisi senza esiti decisivi, nel marzo 1781 una grande flotta francese sotto il comando dell'ammiraglio François Joseph Paul de Grasse giunse nei Caraibi per tentare di ribaltare la situazione: dopo aver catturato Tobago nel giugno 1781, le navi di de Grasse furono dirottate verso l'America settentrionale dove didero un contributo decisivo alla vittoria franco-americana nella battaglia di Yorktown, scontro decisivo della guerra d'indipendenza americana; sfruttando il momento di crisi dei britannici, alla fine del 1781 le navi di de Grasse tornarono nelle Antille per condurre nuove operazioni.

## L'assedio

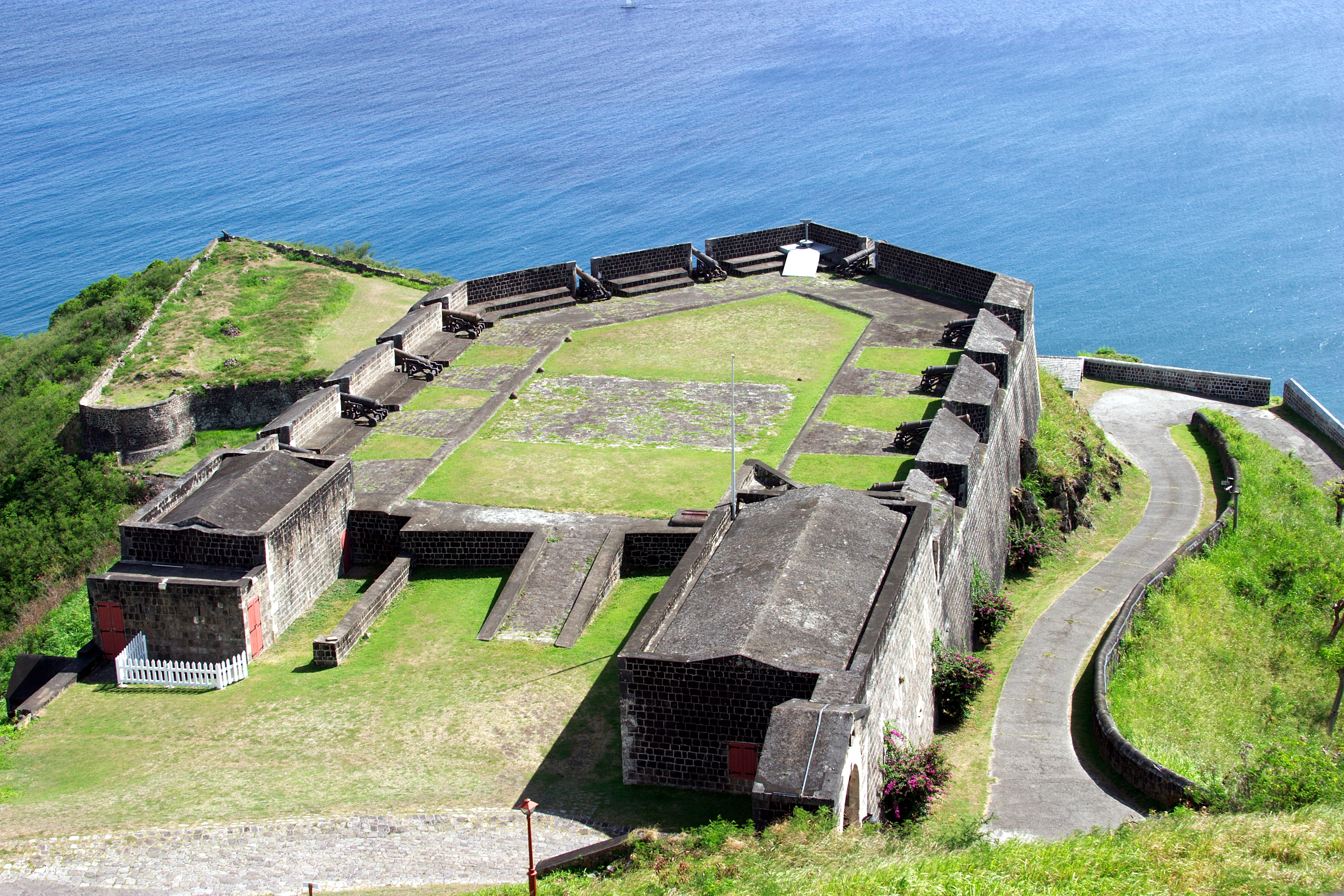
Il bastione Prince of Wales di Brimstone Hill ripreso oggi

Imbarcate alla Martinica le truppe del generale François Claude de Bouillé, la flotta di de Grasse fece vela per Saint Kitts dove arrivò l'11 gennaio 1782; la guarnigione britannica, agli ordini del governatore Thomas Shirley e del brigadier generale Thomas Fraser, si ritirò all'interno della piazzaforte di Brimstone Hill e i francesi poterono quindi sbarcare senza difficoltà, dando inizio all'assedio della fortezza il successivo 19 gennaio. L'intenzione di de Grasse era quella di montare al più presto un attacco contro la più importante colonia britannica delle Piccole Antille, Barbados, ma i forti venti contrari lo obbligarono a permanere davanti Saint Kitts.
Il 24 gennaio ventidue vascelli britannici agli ordini dell'ammiraglio Samuel Hood furono avvistati al largo dell'isola di Nevis mentre erano in rotta per portare rinforzi a Saint Kitts. De Grasse prese il mare per contrastarli, ma all'alba del giorno successivo Hood aveva virato verso Montserrat e i venti contrari da est-sudest impedirono ai francesi di raggiungere i britannici prima che questi avessero circumnavigato Nevis da nord e gettato l'ancora al largo di Basseterre, principale centro di Saint Kitts. De Grasse attaccò per due volte la flotta britannica all'ancora la mattina e il pomeriggio del 26 gennaio, ma fu entrambe le volte respinto e lo sbarco dei rinforzi britannici poté procedere. Il 28 gennaio una forza di 1 200 soldati britannici avanzò alla volta dell'abitato di Basseterre sotto il comando del generale Prescott: la guarnigione francese della cittadina, composta da 274 uomini dei reggimenti Agenois e Touraine agli ordini del colonnello de Fléchin, combatté un'azione ritardante per dare modo a de Bouillé di accorrere con rinforzi radunati da varie zone dell'isola.
Le truppe di Prescott furono infine respinte e costrette a reimbarcarsi, ma gli sforzi francesi davanti alle fortificazioni di Brimstone Hill continuarono a essere senza esito, in particolare a causa della perdita di gran parte del parco di artiglieria della forza di spedizione nel naufragio della nave che lo trasportava e nella cattura di un importante carico di munizioni ad opera di una fregata britannica; la situazione migliorò tuttavia dopo che un carico di munizioni e pezzi d'artiglieria, inviati dai britannici alla guarnigione, fu intercettato dagli abitanti di Saint Kitts e da questi consegnato ai francesi. I difensori di Brimstone Hill ammontavano a circa 700 soldati del 1º Battaglione del 1st Regiment of Foot, oltre a una compagnia del 15th Regiment of Foot (circa 120 uomini), un distaccamento della Royal Artillery e unità della milizia locale. A metà febbraio la guarnigione britannica aveva perso circa 150 uomini tra morti e feriti negli scontri e nei bombardamenti dei francesi, ma molti altri uomini erano stati messi fuori combattimento dalle malattie; inoltre, varie brecce erano state aperte nelle mura della fortezza e molti uomini della milizia chiedevano che fosse negoziata una resa. Il generale Fraser non ebbe altra alternativa che avviare i negoziati, ottenendo una resa con l'onore delle armi il 12 febbraio; il giorno seguente de Grasse si avventurò con la flotta fino a Nevis incontro a un convoglio di rifornimenti per i francesi, mentre Hood scelse di ripiegare in direzione opposta la mattina del 14 febbraio.
Le isole di Saint Kitts e Nevis rimasero sotto controllo francese per un anno, e furono poi restituite al controllo britannico per effetto del trattato di Parigi conclusivo del conflitto.